# Galemys pyrenaicus
El desmán ibérico, desmán de los Pirineos o almizclera  (Galemys pyrenaicus) es una especie de mamífero soricomorfo de la familia Talpidae que habita en las zonas montañosas del norte de la península ibérica y sur de Francia. Es un insectívoro semiacuático que habita las proximidades de riachuelos y torrentes, de hábitos principalmente nocturnos, cuya seña de identidad más característica es su morro con forma de trompeta.

## Características
El desmán se parece anatómicamente a otros animales como la rata, el topo o la musaraña. De ahí los sobrenombres de «rata de agua», «topo de agua» o «rata trompetera».
Viven en parejas y pueden vivir alrededor de tres años y medio. Tienen entre 11 y 16 cm de longitud y la cola mide entre 12 y 16 cm. Pesa entre 35 y 80 g.
Las patas traseras recuerdan a las de la rata; son robustas y ágiles, y las usa para moverse con rapidez por el agua. La parte delantera del cuerpo es similar a la de un topo; las patas delanteras están adaptadas para escarbar la tierra y hacer madrigueras donde cría a su prole y se pone a salvo de sus predadores. El hocico es similar al de la musaraña, con una trompa muy desarrollada que le sirve para encontrar las larvas de las que se alimenta; es un órgano muy perfeccionado, indispensable para su supervivencia. Posee una glándula de almizcle en el arranque caudal.

## Historia natural
Es un animal muy discreto, por lo que resulta difícil de ver. Se nutre principalmente de larvas acuáticas sensibles a la polución (larvas de tricópteros, plecópteros y efemerópteros) y de crustáceos. Por esta razón es considerado como un indicador de la limpieza y la salud de las aguas en las que habita. Es una de las setenta y nueve especies catalogadas como vulnerables por la World Conservation Monitoring Centre. Los principales depredadores del desmán ibérico son el visón americano (Neovison vison), la nutria (Lutra lutra), y ocasionalmente algunas zancudas, como la cigüeña blanca (Ciconia ciconia) o la garza real (Ardea cinerea).

## Distribución
El desmán ibérico vive en ríos, torrentes y lagos del norte de la península ibérica: norte de Portugal, Galicia, Montes Cantábricos, ambas vertientes de los Pirineos y en determinadas zonas de los sistemas Ibérico y Central.

## Comportamiento
Son animales bastante territoriales, que forman parejas estables que controlan territorios de entre doscientos y cuatrocientos metros de cauce. Para obtener sus presas se sujeta al fondo del curso acuático con las fuertes uñas de pies y manos, mientras escarba con el hocico entre las graveras. Su periodo de celo se da entre los meses de noviembre y mayo, y las hembras paren dos veces al año, con camadas de 1 a 5 crías por parto.

## Amenazas
El hábitat del desmán ibérico es muy vulnerable; las principales amenazas son la contaminación del agua y la fragmentación de su hábitat debido a la construcción de centrales hidroeléctricas y embalses, y la extracción de agua. En algunas zonas es perseguido por la errónea creencia de que es dañino para la pesca. La introducción de los visones americanos (Neovison vison) podría haber influido negativamente en sus poblaciones, aunque también la nutria (Lutra lutra) lo tiene entre sus presas habituales sin que eso haya repercutido de ningún modo aparente. La Unión Internacional para la Conservación de la Naturaleza prevé que con previsiones de un cambio climático con disminución de lluvias por debajo de los 1000 mm, el desmán podría extinguirse en gran parte de la península ibérica.
El 12 de mayo de 2025, el desmán ibérico fue incluido en la categoría de «En Peligro de Extinción» en el Catálogo Español de Especies Amenazadas.

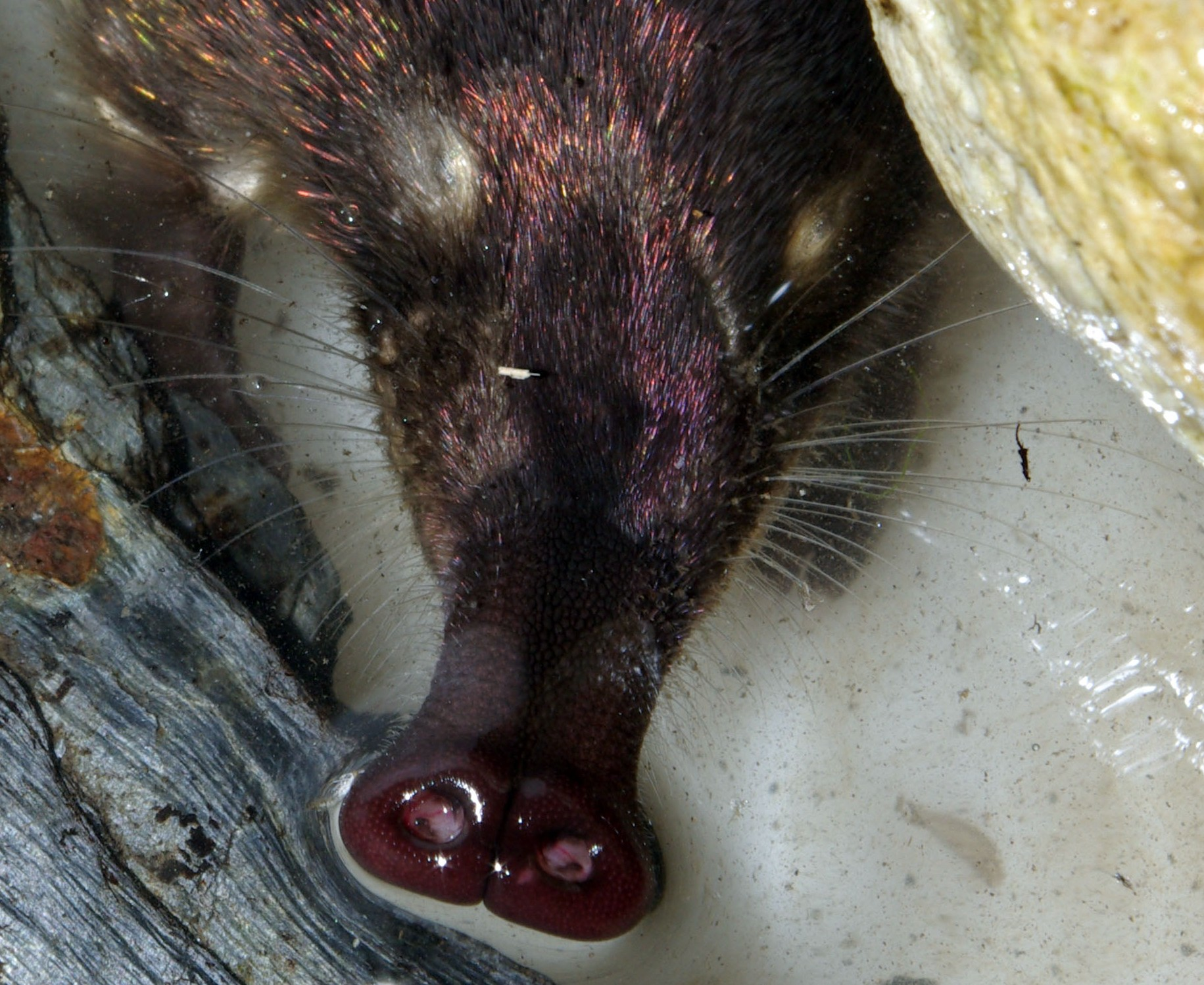
Trompa característica de la especie.

## Subespecies
Se conocen dos subespecies de desmán ibérico:
- Galemys pyrenaicus pyrenaicus, E. Geoffroy, 1811. Es más pequeño, y fue descrita para las poblaciones que habitan en la franja cantábrica y en las dos vertientes de los Pirineos.
- Galemys pyrenaicus rufulus, Graells, 1897. Para las poblaciones que habitan en el sistema Central.

En la actualidad, las pautas que fueron usadas en la descripción de las dos subespecies son cuestionadas por algunos autores y apoyadas por otros, sin que la estructura genética de las dos poblaciones haya sido suficientemente estudiada.

## The Photo Ark
El 4 de mayo de 2018, National Geographic informó que el desmán de los Pirineos fue el animal número 8000 fotografiado para The Photo Ark por Joel Sartore.